# Come Back to Me (chanson de Vanessa Hudgens)
Pour les articles homonymes, voir Come Back to Me.
Singles de Vanessa Hudgens
Breaking Free Say Ok
Come Back to Me est une chanson de Vanessa Hudgens, et le premier single issu de son tout premier album, V. La chanson est un sample de Baby Come Back du groupe des années 1970 Player. Elle fut diffusée pour la première fois sur Radio Disney, et fut envoyée aux autres radios américaines le 25 août 2006. La mise en vente sur l'iTunes Store américain date du 12 septembre 2006.

## Vidéo clip
Le clip, réalisé par Chris Applebaum, fut diffusé pour la première fois le 25 août 2006 sur Disney Channel juste avant le film The Cheetah Girls 2. On y voit Vanessa dancer et s'amuser avec ses amis, parmi lesquels on peut apercevoir sa sœur, Stella Hudgens, ainsi qu'Alexa Nikolas de Zoé. La plupart du temps dans le clip, on voit Vanessa danser sur fond de jeu de lumière ou bien encore se faire maquiller.

## Interprétations en direct
Hudgens a interprété Come Back to Me

## Formats et liste des pistes
- CD single[1]

1. "Come Back to Me" – 2:46
2. "Don't Talk" – 2:34

- Téléchargement digital[2]

1. Come Back to Me – 2:47

- Enhanced CD single[3]

1. "Come Back to Me" – 2:46
2. "Too Emotional" – 2:50
3. "Come Back to Me" (Photo gallery)
4. "Come Back to Me" (Director's cut video) – 2:45

- Remix digital[4]

1. "Come Back to Me" (Bimbo Jones radio edit) – 2:55

## Crédits et personnels
- Paroliers – Antonina Armato, Tim James, Peter Beckett, J.C. Crowley
- Production – Antonia Armato, Tim James
- Ingénieur du son – Nigel Lundemo, Read
- Programmation – Nicky Scappa, Nigel Lundemo
- Associate production – The Honor Role
- String arrangement – Nicky Scappa, Read
- Strings – Read
- Lead vocals - Vanessa Hudgens
- Background vocals – Vanessa Hudgens, Char Licera

Crédits extrait des lignes de notes de l'album V.

## Classement par pays
| Classement (2006–07)                                | Meilleure position |
| --------------------------------------------------- | ------------------ |
| Australie (ARIA)                                    | 36                 |
| Europe (Hot 100)                                    | 43                 |
| France (SNEP)                                       | 12                 |
| Allemagne (Media Control AG)                        | 58                 |
| Italie (FIMI)                                       | 8                  |
| Nouvelle-Zélande (RMNZ)                             | 6                  |
| Espagne (PROMUSICAE)                                | 17                 |
| Royaume-Uni UK Singles (The Official Charts Company | 118                |
| États-Unis (Hot 100)                                | 55                 |
| États-Unis (Pop Airplay)                            | 18                 |

## Historique de sortie
| Pays        | Date              | Format(s)              |
| ----------- | ----------------- | ---------------------- |
| États-Unis, | 12 septembre 2006 | Téléchargement digital |
| États-Unis, | 10 octobre 2006   | Contemporary hit radio |
| Allemagne   | 15 décembre 2006  | CD single              |
| Royaume-Uni | 18 décembre 2006  | Téléchargement digital |
| Allemagne   | 2 février 2007    | CD single              |